# Liam Finn
Pour les articles homonymes, voir Finn (homonymie).
Liam Mullane Finn (né à Melbourne, Australie, le 24 septembre 1983) est un auteur-compositeur-interprète. Il est le fils de Neil Finn (de Split Enz et Crowded House) et Sharon Finn. Il a fait partie d'un groupe Betchadupa. En 2007, il entame sa carrière solo avec l'album I'll Be Lightning. Projet solo par excellence, cet album a permis à ce surdoué fourmillant d’idées de presque tout faire lui-même, depuis la production jusqu’à la pochette en passant par la plupart des parties instrumentales. Entre folk, rock épuré et ballade pop, une musique sans artifices, remplie de chaleur, qui se contente de mettre en avant la voix délicate du chanteur ainsi que celle de Eliza-Jane Barnes, la chanteuse et multi instrumentiste qui l’accompagne.
Le jeune barbu apparaîtra dans le Late Night de David Letterman pour une performance.

## Instruments
Liam Finn possède un Tafelberg, un cymbalum électrique avec 24 cordes fabriqué par Yuri Landman.